# Tolletia vrydaghi
Tolletia vrydaghi är en tvåvingeart som först beskrevs av Tollet 1955.  Tolletia vrydaghi ingår i släktet Tolletia och familjen platthornsmyggor. Inga underarter finns listade i Catalogue of Life.